# 查塔姆-肯特
查塔姆-肯特（英語：Chatham-Kent）是加拿大安大略省西南部一個單層次自治區，東南面瀕臨伊利湖，西南接艾塞克斯縣，西面瀕臨聖克萊爾湖，北及蘭布頓縣，東北面則與米德爾塞克斯縣和埃尔金县為鄰。據2011年人口普查所示，查塔姆-肯特有103671名居民。
上加拿大政府於1792年設立肯特縣，但當時只作選舉、民兵防衛、勘探和土地註冊之用，沒有地方行政功能；該縣的實際行政事務由西部區（District of Western）負責。區級行政區別於1849年取消，其行政功能由縣級行政區別取代，西部區遂告解散。蘭布頓縣於1850年脫離肯特縣，而此兩縣則從同年起與艾塞克斯縣聯合管理；肯特縣再於1851年自組縣級政府，縣治設於查塔姆。
1990年代末，安省政府改革其轄下的地方行政區，決定取消肯特縣轄下的市鎮地方建制，並將之改制為查塔姆-肯特單層次自治區，於1998年1月1日正式生效。

## 交通
安大略401號省道為此地的主要幹道，全程達高速公路資格，西通溫莎，向東則經倫敦、基秦拿、多倫多和京士頓通往魁北克省邊界，並在此駁上魁北克20號高速公路通往蒙特婁。40號省道南端在查塔姆-肯特與401號省道交匯，自此向北通往薩尼亞市。省政府過去亦曾在此設有2號和3號省道，但在1990年代末的削支行動中取消該兩條公路的省道資格，並將之下放予查塔姆-肯特自治區管理，現時該兩條公路分別為2號和3號區道。此外，查塔姆-肯特自治區亦設有一系列其他區道。
維亞鐵路每天營運數班客運列車，經查塔姆火車站來往溫莎和多倫多，為魁北克市-溫莎走廊鐵路服務的一部分。此外，加拿大國家鐵路和加拿大太平洋鐵路的貨運鐵路服務亦途經查塔姆。區内的巴士服務由地方政府轄下的查塔姆-肯特交通局營運，主要服務範圍為舊有的查塔姆市，亦有數條路線連接查塔姆及其他外圍社區。
查塔姆-肯特機場（Chatham-Kent Airport）坐落查塔姆東南約11公里，為一座小型機場，沒有定期航班，主要供包機和飛行學校使用。當地居民主要使用溫莎市或倫敦市的機場前往外地。

## 外部連結
- （英文）查塔姆-肯特官方網站 （页面存档备份，存于）